# Lophometopum bivittatum
Lophometopum bivittatum är en kackerlacksart som beskrevs av Karlis Princis 1951. Lophometopum bivittatum ingår i släktet Lophometopum och familjen småkackerlackor. Inga underarter finns listade i Catalogue of Life.